# South Park The Streaming Wars
«South Park The Streaming Wars» (titulado como «South Park: las guerras del streaming» en Hispanoamérica), es un episodio especial de televisión estadounidense de comedia animada para adultos de 2022 escrito y dirigido por Trey Parker. Se le considera la tercera película para la televisión de South Park producida para Paramount+ y se estrenó el 1 de junio de 2022. También sirve como el episodio número 318 de la serie de televisión.

## Trama
Denver está experimentando una gran sequía provocada por ManBearPig, lo que ha provocado la sequía de arroyos y debates sobre el restablecimiento de las restricciones de riego. A los ciudadanos que protestan, incluido Pipi, el propietario del parque acuático Pi Pi's Splashtown, se les dice que el agua de la ciudad se utiliza en la agricultura.
En South Park, Stan Marsh y Token Black están preocupados por el padre del primero, Randy, a quien se refieren burlonamente como «Karen» (un estereotipo que se usa para referirse a alguien —en este caso varón— que cree tener el derecho a exigir más de lo que es apropiado). La discusión de Randy y Steve Black es interrumpida por un comisionado de agua de Denver que examina los suministros de agua en sus respectivas granjas. Mientras tanto, Eric Cartman está intrigado por residir en un carrito de Hot Dog, cuando se da cuenta de la construcción de una casa al otro lado de la calle para la dueña de un campo de golf, Talnua Cussler. Cartman entonces le sugiere a su madre, Liane, que se ponga implantes mamarios para atraer a Cussler. Liane se niega debido costo de tal cirugía.
Steve se entera de que puede vender parte de su suministro de agua si el arroyo llega al embalse de Denver. A sugerencia de Stan y Tolkien, construyen un pequeño bote y lo envían río abajo. El experimento tiene éxito y Steve comienza a aceptar suscripciones a su servicio de transmisión, incluido Pee. Cuando le dicen a Steve que envíe barcos río abajo todos los días, les paga a Stan y Tolkien para que aumenten su producción. Randy se siente frustrado por el éxito de Steve, por lo que los chicos aceptan construirle barcos artesanales también. Reclutan a Kyle Broflovski, Kenny McCormick y Butters Stotch a medida que aumenta la demanda; inicialmente se niegan a que Cartman se una, pero ceden cuando este les cuenta sobre la cirugía de su madre. Cussler ofrece a Stan y Tolkien $15 000 dólares por 10 000 botes, cubriendo así el costo de la cirugía. Cartman intenta sorprender a Liane con la cirugía, pero ella mantiene su postura y ya no cede a sus demandas. Amenaza con hacerse la cirugía a sí mismo, pero Liane permanece imperturbable, permitiendo que la cirugía continúe.
Cuando Steve ve un informe sobre el daño ambiental de ManBearPig, sube las montañas para verlo por sí mismo. Se acerca a un agente de bienes raíces moribundo, quien le dice que una gran franja de tierra cerca de los arroyos se ha vendido a un comprador rico. Cuando Randy navega río abajo en uno de sus botes, los botes de Cussler Industries lo hunden. Randy confronta a Stan sobre los barcos de Cussler y le exige que termine el trato. Cuando visitan la casa de Cussler, descubren que ManBearPig lo mató y Randy se pregunta si su hijo está en peligro. En Pi Pi's Splashtown, Steve le dice a Pi Pi que tendrá que cancelar los derechos de las corrientes de agua del parque acuático para proporcionar agua a su granja. No obstante, Pi Pi se niega y revela que está colaborando con el comisionado de agua y ManBearPig. Steve se da cuenta de que Pi Pi compró la tierra en las montañas cuando ManBearPig ataca, apuñala a Steve y lo arroja por una ventana por un tobogán de agua. Pi Pi luego le revela al comisionado de agua su plan para reemplazar toda el agua de Denver con el agua contaminada con orina de su parque. Traiciona al comisionado y hace que ManBearPig lo ataque de manera similar a Steve.
En la escuela, Stan advierte a los demás de la muerte de Cussler cuando Cartman llega con sus implantes mamarios. La madre de Tolkien, Linda, lo llama para informarle de la desaparición de Steve. La gente de Denver desperdicia su suministro de agua ya que el depósito se está agotando lentamente, mientras Randy investiga las historias de Cussler y el comisionado.

## Reparto
- Trey Parker como Stan Marsh, Eric Cartman, Randy Marsh, Detective Harris, Pi Pi, Comisionado del agua, Clyde Donovan
- Matt Stone como Kyle Broflovski, Kenny McCormick, Butters Stotch, ManBearPig, Talnua / Robert Cussler
- April Stewart como Sharon Marsh, Liane Cartman, Shelly Marsh, Conductor de autobús
- Kimberly Brooks como Linda Black
- Adrien Beard como Tolkien Black, Steve Black
- Vernon Chatman como Towelie

## Producción

### Desarrollo
El 5 de agosto de 2021, Comedy Central anunció que Parker y Stone habían firmado un acuerdo exclusivo con Paramount+ de $900 millones de dólares para extender la serie a 30 temporadas hasta 2027 y 14 largometrajes. Finalmente se confirmó que se lanzarían dos películas por año. «The Streaming Wars» fue anunciado con su fecha de lanzamiento y sinopsis el 11 de mayo de 2022.

## Recepción de la crítica
John Schwarz de Bubbleblabber calificó el episodio con un 9 sobre 10, afirmando que «'South Park: The Streaming Wars' continúa mostrando el pensamiento avanzado de los creadores de la franquicia que parece estar mucho más allá del alcance de lo que consideramos realidad». Schwarz también comparó el episodio con el episodio «Dead Kids», afirmando que «'South Park: The Streaming Wars' también presenta una letanía de gags hilarantes que, como "Dead Kids", te ayudan a olvidar la seriedad del asunto en cuestión, pero las señales todavía están todos allí».
Kayla Cobb de Decider señaló en su resumen que las referencias continuas de las corrientes de agua de las diversas granjas eran una referencia a la abundancia de servicios de streaming. Mientras Cobb recapitulaba un discurso dado por Butters sobre el estado de los servicios de transmisión, comentó: «No se sabe si el monólogo es algo que (Matt) Stone y (Trey) Parker han experimentado personalmente o si están leyendo la sala de la industria, por así decirlo. Por ejemplo, no sabemos si la reorganización de Paramount hizo que la compañía perdiera un jugador clave en uno de los acuerdos de South Park o si ha habido disputas creativas entre Stone, Parker, Paramount+, y esta versión de Viacom propiedad de Paramount Global. Sin embargo, es raro que el dúo sea tan específico y prolijo a menos que estén personalmente enfurecidos. Simplemente demuestra que incluso los hombres de $ 900 millones de la televisión no tienen idea de lo que está sucediendo».
Spencer Legacy de Comingsoon.net calificó el episodio con un 7 sobre 10 y declaró en la reseña: «'The Streaming Wars' hace malabarismos con demasiados elementos más adelante, ya que la introducción de ManBearPig en relación con las corrientes de agua es aparentemente aleatoria. Probablemente haya un argumento hacer sobre los servicios de streaming que contribuyen al cambio climático, pero esa no es una noticia reciente o importante, por lo que la conexión parece extraña. Pero incluso si el vínculo es confuso en el mejor de los casos, sigue siendo bastante divertido alargar esa parte de larga duración». El sitio web explica que la calificación equivale a «Bueno» y «una pieza de entretenimiento exitosa que vale la pena ver, pero que puede no ser del agrado de todos».
Cathal Gunning de Screen Rant escribió sobre el final del episodio y declaró: «El final de 'South Park: The Streaming Wars' es sombrío y será familiar para los fanáticos del clásico de cine negro Chinatown. El malvado Pi Pi termina logrando todo de sus objetivos, con ManBearPig derribando la presa que mantiene el suministro de agua de Denver en reserva mientras los ciudadanos locales, sin saberlo, desperdician su preciosa y limitada agua. El verdadero significado del especial de South Park es que las empresas de la vida real están haciendo lo mismo, con Pi Pi representa a las corporaciones que se benefician de la escasez de agua, mientras que ManBearPig actúa como una alegoría del cambio climático.»